# Latarnik (kajakarstwo)
Latarnik – w turystyce kajakowej, osoba lub osada płynąca na końcu spływu kajakowego, odpowiedzialna za przebieg i bezpieczeństwo grupy. Podlega komandorowi spływu i jest jego pierwszym pomocnikiem.
Latarnik, podobnie jak komandor, ma za zadanie czuwać nad bezpieczeństwem spływu, reagować na wszelkie nieprawidłowości i zagrożenia, a także charakteryzować się dużym doświadczeniem kajakarskim. Jego dyspozycje powinny być wiążące dla uczestników spływu. Nikt nie powinien pozostawać w tyle za latarnikiem.